# Istruzione ad Ariccia
Scuole primarie

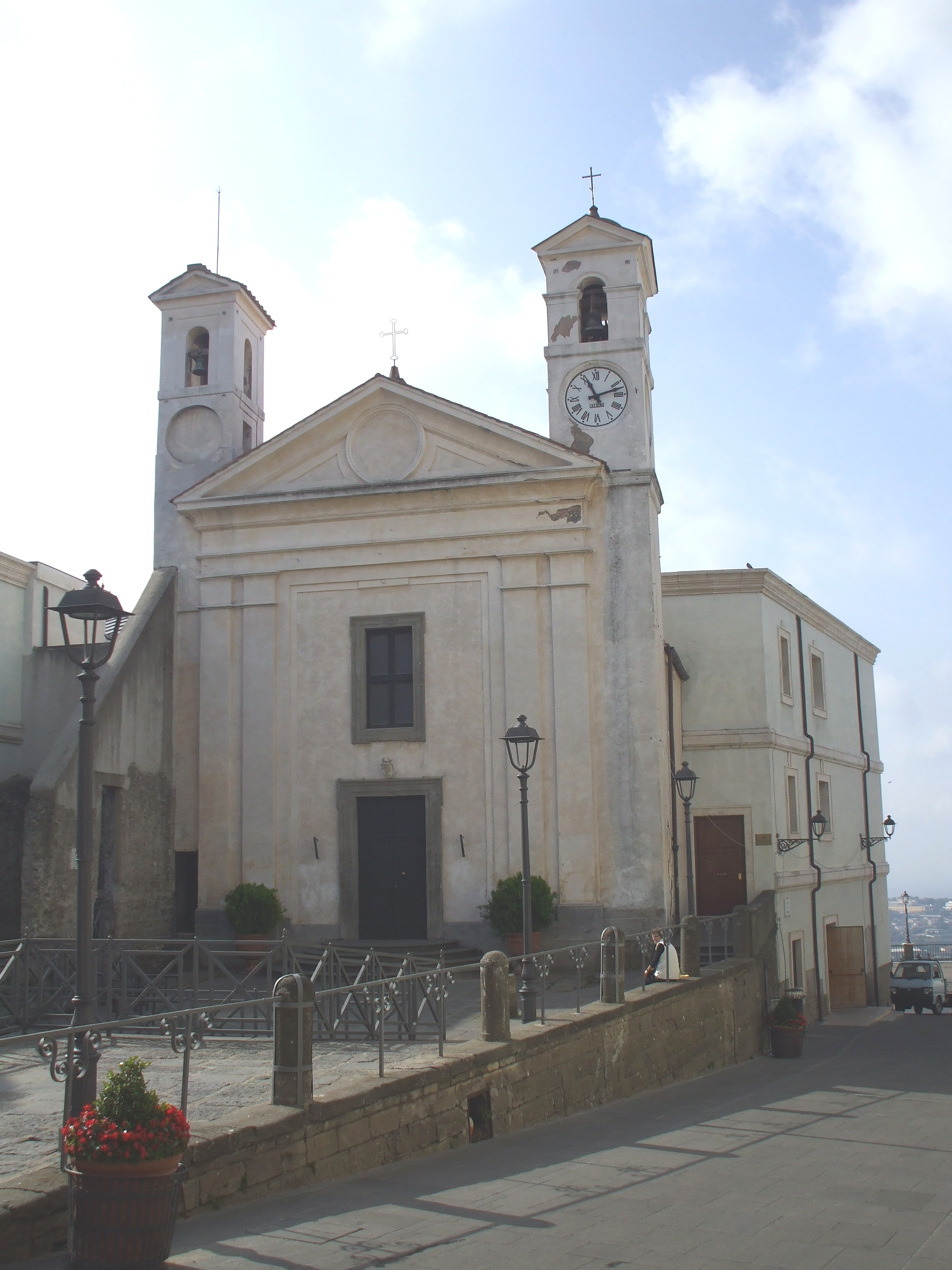
La chiesa sconsacrata di San Nicola, anticamente sede del collegio dei Padri della Dottrina Cristiana.

Il bisogno di dare un'istruzione primaria al maggior numero dei cittadini possibile era avvertito dagli ariccini fin dall'inizio del Seicento: dopo l'approvazione degli Statuti del 1610, che prevedevano per la Comunità la possibilità di imporre tassazioni sui pascoli comunitari della Selvotta per pagare un maestro di scuola ad uso dei giovani ariccini, nel 1622, la Comunità stessa si accollò la spesa di assumere un maestro stabile nel paese.
Durante la dominazione pontificia, l'istruzione secondaria dei giovani di sesso maschile venne garantita dalla Congregazione dei Padri della Dottrina Cristiana -volgarmente noti come dottrinari-, che aprirono un collegio ad Ariccia nel 1638, presso la chiesa sconsacrata di San Nicola di Bari, e vi rimasero fra alterne vicende almeno fino a tutto il Settecento, patrocinati dalla Comunità e dai principi Chigi. L'educazione primaria femminile invece venne garantita dalle Maestre Pie Venerini, che aprirono la loro casa in Ariccia nel 1730, sovvenzionate anch'esse dai principi Chigi.
Attualmente, scuola dell'infanzia, scuola primaria e scuola secondaria di primo grado hanno sede nell'istituto ccomprensivo di Ariccia "Gianni Rodari", dipendente dal Circolo Didattico di Ariccia. La messa a norma del plesso è stata finanziata nel marzo 2009 dalla Regione Lazio con 691.670 euro. Alla vigilia dell'anno scolastico 2009/2010 tutti i plessi del territorio ariccino risultavano a norma e confortevoli, mentre il comune sta programmando la realizzazione di tre nuovi poli scolastici antisismici ed a consumo energetico zero.
Scuole secondarie
All'inizio dell'anno scolastico 1997/1998 venne inaugurata una sede succursale del Liceo Classico Statale "Ugo Foscolo" di Albano Laziale presso la località Monte Gentile: nel nuovo plesso trovarono collocazione i nuovi indirizzi sperimentali del classico linguistico e del socio-psico-pedagogico. Grazie al crescente numero di iscrizioni, nell'anno scolastico 2000/2001 la sede di Ariccia si rese indipendente dalla centrale di Albano e nel 2001 prese nome di liceo classico statale sperimentale "James Joyce".
All'inizio dell'anno scolastico 2007/2008 il liceo aveva 51 classi per un totale di 1168 alunni, di cui 745 all'indirizzo classico linguistico e 423 al socio-psico-pedagogico. Per far fronte al crescente numero di iscrizioni, il liceo ha dovuto acquisire una sede succursale in località Vallericcia, dove è collocato l'indirizzo socio-psico-pedagogico. La sede succursale di Vallericcia era una fabbrica di scarpe dismessa, nella quale alla fine degli anni ottanta si è installata una succursale dell'istituto tecnico industriale di stato "Giovanni Vallauri" di Velletri, oggi aggregata all'istituto professionale di stato "Sandro Pertini" di Genzano di Roma.